# Koen Stassijns
Koen Stassijns (Ninove, 18 september 1953) is een Vlaamse dichter, schrijver, vertaler en docent literaire creatie.

## Levensloop

### Jeugd, opleiding en eerste werkervaring
Stassijns werd geboren in Ninove en groeide op in Roosdaal, waar zijn vader werkzaam was als apotheker. In zijn kindertijd ontwikkelde Stassijns een angst voor de leegte. Hij worstelde met zijn triestheid, maar was niet suïcidaal. In 1968 vijftien jaar oud debuteerde hij met een eerste dichtbundel Het Achterland.
Na de Sint-Jozefscollege begon Stassijns in Aalst aan een rechtenstudie, terwijl hij zelf graag naar de toneelschool was gegaan. Hij was in die tijd ook zanger in een band, die een plaat opnam. Na enkele semesters stopt hij met zijn studie, en gaat aan het werk in het bedrijfsleven. Op zijn twintigste in 1973 publiceerde hij nog twee dichtbundels, en daarna was het twaalf jaar stil. In 1988 kwam hij met de dichtbundel Aanmaaktwijgen van een vuur, waarna sindsdien regelmatig nieuwe eigen poëzie volgde.

### Verdere carrière en schrijverschap
In het bedrijfsleven specialiseerde Stassijns zich in wegsignalisatie en verkeersveiligheidkunde. Met zijn eigen bedrijf is hij redelijk succesvol, maar uiteindelijk niet gelukkig. Ook zijn eerste huwelijk loopt op de klippen. Het weerzien van zijn oude dorpsgenoot en schrijver Ivo van Strijtem brengt hem op een ander spoor.
In 1995 stapte Stassijns over naar het onderwijs, waar hij startte als docent literaire creatie. Daarnaast richtte hij zich volop op het schrijven. Hij gaf ook lezingen en workshops met de intentie poëzie bij een breder lezerspubliek onder de aandacht te brengen. Hij vertaalde ook werken, onder andere met Geert van Istendael.

## Publicaties, een selectie
- Aanmaaktwijgen van een vuur, poëziebundel, 1988.
- Paard van glas, 1993.

Vertalingen, redactie e.d.
- De mooiste van Francesco Petrarca, ed. Koen Stassijns, 2001.
- Herman Hesse, De mooiste van Hesse, selectie gedichten in het Duits en Nederlands vertaald door Koen Stassijns, 2002.
- Jacques Brel / Ne me quitte pas / Laat me niet alleen, 2004, ISBN 90-388-0325-7
Circa 80 chansonteksten, zij aan zij met een zingbare Nederlandse vertaling. Vertalers: Ernst van Altena, Benno Barnard, Geert van Istendael, Koen Stassijns e.a.
- De mooiste van Friedrich Hölderlin, vert.: Erik Derycke, Geert Van Istendael; red.: Koen Stassijns, Ivo van Strijtem, 2010.

- Digitale Bibliotheek voor de Nederlandse Letteren: stas003
- Gemeinsame Normdatei: 129348147
- International Standard Name Identifier: 0000 0001 2028 0634
- Library of Congress Control Number: n2001039678
- MusicBrainz: b9c8dd01-e05f-45c6-a7aa-73c68c753e9f
- Nederlandse Thesaurus van Auteursnamen: 073756083
- Système universitaire de documentation: 126004560
- Virtual International Authority File: 70006214